# Anacypta asahinai
Anacypta asahinai là một loài bọ cánh cứng trong họ Trogossitidae. Loài này được Kono miêu tả khoa học năm 1938.